# West Indies Cricket Team in England in der Saison 1984
Die Tour des West Indies Cricket Teams nach England in der Saison 1984 fand vom 31. Mai bis zum 14. August 1984 statt. Die internationale Cricket-Tour war Bestandteil der Internationalen Cricket-Saison 1984 und umfasste fünf Tests und drei ODIs. Die West Indies gewann die Test-Serie 5–0 und die ODI-Serie 2–1.

## Vorgeschichte
Für beide Teams war es die erste Tour der Saison.
Das letzte Aufeinandertreffen der beiden Mannschaften bei einer Tour fand in der Saison 1980/81 in den West Indies statt.

## Stadien
Die folgenden Stadien wurden für die Tour als Austragungsort vorgesehen.
| Stadion                     | Stadt      | Kapazität | Spiele          |
| --------------------------- | ---------- | --------- | --------------- |
| Edgbaston Cricket Ground    | Birmingham | 24.803    | 1. Test         |
| Headingley Stadium          | Leeds      | 17.000    | 3. Test         |
| The Oval                    | London     | 23.500    | 5. Test         |
| Lord’s Cricket Ground       | London     | 30.000    | 2. Test; 3. ODI |
| Old Trafford Cricket Ground | Manchester | 19.000    | 4. Test; 1. ODI |
| Trent Bridge                | Nottingham | 15.350    | 2. ODI          |

## Kaderlisten
| Test | Test | ODI | ODI |
| England | West Indies | England | West Indies |
| --- | --- | --- | --- |
| - Jonathan Agnew - Paul Allott - Ian Botham - Chris Broad - Nick Cook - Norman Cowans - Paul Downton - Richard Ellison - Neil Foster - Graeme Fowler - Mike Gatting - David Gower - Allan Lamb - David Lloyd - Geoff Miller - Pat Pocock - Derek Pringle - Derek Randall - Chris Tavare - Paul Terry - Bob Willis | - Eldine Baptiste - Winston Davis - Jeff Dujon - Joel Garner - Larry Gomes - Gordon Greenidge - Roger Harper - Desmond Haynes - Michael Holding - Clive Lloyd - Malcolm Marshall - Viv Richards - Milton Small | - David Bairstow - Ian Botham - Neil Foster - Graeme Fowler - Mike Gatting - David Gower - Allan Lamb - David Lloyd - Geoff Miller - Derek Pringle - Derek Randall - Bob Willis | - Eldine Baptiste - Jeff Dujon - Joel Garner - Larry Gomes - Gordon Greenidge - Roger Harper - Desmond Haynes - Michael Holding - Clive Lloyd - Malcolm Marshall - Viv Richards - Richie Richardson |

## One-Day Internationals

### Erstes ODI in Manchester
| 31. Mai Scorecard | Manchester | West Indies 272-9 (55/55)        | – | England 168 (50/55) |
|                   |            | West Indies gewinnt mit 104 Runs |   |                     |

### Zweites ODI in Nottingham
| 2. Juni Scorecard | Nottingham | West Indies 179 (48.3)        | – | England 180-7 (47.5) |
|                   |            | England gewinnt mit 3 Wickets |   |                      |

### Drittes ODI in London
| 4. Juni Scorecard | London (Lord’s) | England 169-9 (55/55)             | – | West Indies 197-2 (46.5/55) |
|                   |                 | West Indies gewinnt mit 8 Wickets |   |                             |

## Tests

### Erster Test in Birmingham
| 14. – 18. Juni Scorecard | Birmingham | England 191 (59.3) & 235 (76.5)                    | – | West Indies 606 (143) |
|                          |            | West Indies gewinnt mit einem Innings und 180 Runs |   |                       |

### Zweiter Test in London
| 28. Juni – 3. Juli Scorecard | London (Lord’s) | England 286 (105.5) & 300-9d (98.3) | – | West Indies 245 (65.4) & 344-1 (66.1) |
|                              |                 | West Indies gewinnt mit 9 Wickets   |   |                                       |

### Dritter Test in Leeds
| 12. – 16. Juli Scorecard | Leeds | England 270 (97.2) & 159 (65)     | – | West Indies 302 (73.5) & 131-2 (32.3) |
|                          |       | West Indies gewinnt mit 8 Wickets |   |                                       |

### Vierter Test in Manchester
| 26. – 31. Juli Scorecard | Manchester | West Indies 500 (160.3)                           | – | England 280 (105.2) & 156 (66.4) (f/o) |
|                          |            | West Indies gewinnt mit einem Innings und 64 Runs |   |                                        |

### Fünfter Test in London
| 9. – 14. August Scorecard | London | West Indies 190 (70) & 346 (96.3) | – | England 162 (61.5) & 202 (69.4) |
|                           |        | West Indies gewinnt mit 172 Runs  |   |                                 |